# 6745 Nishiyama
6745 Nishiyama eller 1994 JD1 är en asteroid i huvudbältet som upptäcktes den 7 maj 1994 av de båda japanska astronomerna Kazuro Watanabe och Kin Endate vid Kitami-observatoriet. Den är uppkallad efter amatörastronomen Minewo Nishiyama.
Asteroiden har en diameter på ungefär 2 kilometer.